# Alex Sparrow
Alekseï Vladimirovitch Vorobiev, dit Alex Sparrow, né le 19 janvier 1988 à Toula en Russie, est un acteur et chanteur russe.

## Biographie
Il tourne et chante à la fois en russe et en anglais. Il a participé à la sélection russe à l'Eurovision 2008 avec la chanson New Russian Kalinka. En 2009, il a participé à nouveau, avec la chanson Angelom Biht. Il a représenté son pays à l'Eurovision 2011 à Düsseldorf avec sa chanson Get You où il a obtenu la 16e place avec 77 points face au gagnant, l'Azerbaïdjan qui a obtenu 221 points. Le 22 janvier 2013, Vorobiev a été blessé et a subi un traumatisme crânien après un accident de voiture à Los Angeles aux États-Unis.

## Discographie

### Album
- 2011 - Detektor Lji Vorobyova (Детектор лжи Воробьёва)

## Filmographie
- 2012-2014 : Deffchonki : Sergey Zvonarev
- 2015 : Les Dossiers secrets du Vatican : Kulik
- 2015 : UnREAL : Alexi Petrov
- 2019 : Avventura : Duncan
- 2020 : Space Force : capitaine Yuri « Bobby » Telatovich